# USA i olympiska vinterspelen för ungdomar 2016
USA deltog i de olympiska vinterspelen för ungdomar 2016 i Lillehammer i Norge som avgjordes 12–21 februari 2016. Truppen bestod av 62 aktiva. USA tog 10 guld och sex silver. Ytterligare två medaljer togs i grenar med mixade länder.

## Medaljörer[2]
| Medalj | Namn | Sport               | Gren                       | Datum       |
| ------ | --- | ------------------- | -------------------------- | ----------- |
| Guld   | River Radamus | Alpin skidåkning    | Pojkarnas super-G          | 13 februari |
| Guld   | River Radamus | Alpin skidåkning    | Pojkarnas kombination      | 14 februari |
| Guld   | Birk Irwing | Freestyle           | Pojkarnas halfpipe         | 14 februari |
| Guld   | Chloe Kim | Snowboard           | Flickornas halfpipe        | 14 februari |
| Guld   | Jake Pates | Snowboard           | Pojkarnas halfpipe         | 14 februari |
| Guld   | Jake Vedder | Snowboard           | Pojkarnas snowboardcross   | 15 februari |
| Guld   | River Radamus | Alpin skidåkning    | Pojkarnas storslalom       | 17 februari |
| Guld   | Chloe Kim | Snowboard           | Flickornas slopestyle      | 19 februari |
| Guld   | Jake Pates | Snowboard           | Pojkarnas slopestyle       | 19 februari |
| Guld   | USA:s U16-herrlandslag i ishockey - Jack DeBoer - Drew DeRidder - Ty Emberson - Jonathan Gruden - Christian Krygier - Will MacKinnon - Erik Middendorf - Jacob Pivonka - Adam Samuelsson - Mattias Samuelsson - Ryan Savage - Todd Scott - Jacob Semik - Oliver Wahlstrom - T. J. Walsh - Tyler Weiss - Jake Wise | Ishockey            | Pojkarnas turnering        | 21 februari |
| Silver | Nikolas Baden | Snowbard            | Pojkarnas halfpipe         | 14 februari |
| Silver | Paula Cooper | Freestyle           | Flickornas halfpipe        | 14 februari |
| Silver | Ben Loomis | Nordisk kombination | Pojkarnas normalbacke/5 km | 16 februari |
| Silver | Chloe Lewis Logan Bye | Konståkning         | Isdans                     | 16 februari |
| Silver | Luc Violette Cora Farrell Ben Richardson Cait Flannery | Curling             | Mix lag                    | 17 februari |
| Silver | Alex Hall | Freestyle           | Pojkarnas slopestyle       | 19 februari |

### Medaljörer i mixade länder
Följande tog medaljer i lagtävlingar med mixade länder (NOK).
| Medalj | Namn                         | Sport                         | Gren            | Datum       |
| ------ | ---------------------------- | ----------------------------- | --------------- | ----------- |
| Guld   | Sarah Rose Joseph Goodpaster | Konståkning                   | Mix lag         | 20 februari |
| Silver | Austin Kleba                 | Hastighetsåkning på skridskor | Mixad lagsprint | 17 februari |